# Nhà thờ Thánh Andrew ở Krásno nad Kysucou
Nhà thờ Thánh Andrew ở Krásno nad Kysucou (tiếng Slovakia: Kostol svätého Ondreja v Krásno nad Kysucou) là một nhà thờ giáo xứ Công giáo La Mã tọa lạc trên Quảng trường Thánh Andrew ở thành phố Krásna nad Kysucou, vùng Žilina, Slovakia. Đây là một trong những nhà thờ lớn nhất thuộc giáo phận Žilina. Vào ngày 21 tháng 2 năm 1967, nhà thờ được ghi danh vào Danh sách Di tích Trung ương theo quyết định của Bộ Văn hóa Cộng hòa Slovakia.

## Lịch sử
Một cơn bão và lũ lụt xảy ra ở Krásná vào năm 1828 đã làm hư hại ngôi nhà thờ bằng gỗ được xây dựng vào thời Phục hưng. Vì vậy, ý tưởng xây dựng một nhà thờ mới bằng gạch đã có từ đầu những năm 1830, nhưng do tài chính ít ỏi nên mãi đến năm 1861, nhà thờ mới bắt đầu được xây dựng để thay thế ngôi nhà thờ gỗ cũ. Kiến trúc sư người gốc Rašov tên là Grün đã đảm nhiệm công việc xây dựng nhà thờ. Nhà thờ được xây dựng theo phong cách tân Romanesque. Ngôi nhà thờ gỗ cũ không còn được sử dụng và cuối cùng bị phá bỏ vào năm 1873. Lần tái thiết nhà thờ lớn nhất diễn ra vào năm 1911. Trong Chiến tranh thế giới thứ nhất, nhà thờ bị mất ba quả chuông, hai trong số đó có nguồn gốc từ nhà thờ gỗ cũ. Sau chiến tranh, phần mái bị hư hỏng của nhà thờ đã được xây dựng lại, và một chiếc đồng hồ được gắn thêm vào tòa tháp chuông của nhà thờ.